# Kanton Méru
Der Kanton Méru ist seit 1790 ein französischer Kanton in den Arrondissements Beauvais und Senlis, Département Oise, Region Hauts-de-France in Frankreich. Der Hauptort ist Méru.

## Gemeinden
Der Kanton besteht aus 14 Gemeinden mit insgesamt 47.324 Einwohnern (Stand: 1. Januar 2022) auf einer Gesamtfläche von 151,64 km²:
| Gemeinde               | Einwohner 1. Januar 2022 | Fläche km² | Dichte Einw./km² | Code INSEE | Postleitzahl | Arrondissement |
| ---------------------- | ------------------------ | ---------- | ---------------- | ---------- | ------------ | -------------- |
| Amblainville           | 1.786                    | 20,98      | 85               | 60010      | 60110        | Beauvais       |
| Andeville              | 3.429                    | 4,17       | 822              | 60012      | 60570        | Beauvais       |
| Belle-Église           | 725                      | 7,83       | 93               | 60060      | 60540        | Senlis         |
| Bornel                 | 4.796                    | 23,73      | 202              | 60088      | 60540        | Beauvais       |
| Chambly                | 9.909                    | 12,87      | 770              | 60139      | 60230        | Senlis         |
| Dieudonné              | 973                      | 10,38      | 94               | 60197      | 60530        | Senlis         |
| Ercuis                 | 1.626                    | 4,38       | 371              | 60212      | 60530        | Senlis         |
| Esches                 | 1.654                    | 7,69       | 215              | 60218      | 60110        | Beauvais       |
| Fresnoy-en-Thelle      | 874                      | 6,28       | 139              | 60259      | 60530        | Senlis         |
| Lormaison              | 1.282                    | 4,98       | 257              | 60370      | 60110        | Beauvais       |
| Méru                   | 14.091                   | 22,83      | 617              | 60395      | 60110        | Beauvais       |
| Neuilly-en-Thelle      | 4.132                    | 15,73      | 263              | 60450      | 60530        | Senlis         |
| Puiseux-le-Hauberger   | 859                      | 5,36       | 160              | 60517      | 60540        | Senlis         |
| Villeneuve-les-Sablons | 1.188                    | 4,43       | 268              | 60678      | 60175        | Beauvais       |
| Kanton Méru            | 47.324                   | 151,64     | 312              | 6012       | –            | –              |

Bis zur Neuordnung bestand der Kanton Méru aus den 16 Gemeinden Amblainville, Andeville, Anserville, Belle-Église, Bornel, Chambly, Dieudonné, Ercuis, Esches, Fosseuse, Fresnoy-en-Thelle, Lormaison, Méru, Neuilly-en-Thelle, Puiseux-le-Hauberger und Villeneuve-les-Sablons. Sein Zuschnitt entsprach einer Fläche von 170 km2.

## Veränderungen im Gemeindebestand seit der landesweiten Neuordnung der Kantone
2016: Fusion Anserville, Bornel und Fosseuse → Bornel